# Liz Baffoe
Liz Baffoe (Bad Godesberg, 6 juillet 1969) est une actrice allemande.

## Filmographie

### Télévision
- 1995 - 2007 : Lindenstraße
- 1999 : Der Fahnder
- 2000 : Thomas Mann et les siens
- 2003 En quête de preuves
- depuis 2008 : Schloss Einstein
- 2009 : In aller Freundschaft
- 2012 : Verbotene Liebe
- 2012 : Appelez le 112